# كريس إيغلز
كريستوفر إيغلز (بالإنجليزية: Chris Eagles)‏، من مواليد 19 نوفمبر 1985 في هيميل همبستيد في إنجلترا، لاعب كرة قدم إنجليزي.
بدأ مسيرته الكروية مع نادي مانشستر يونايتد في عام 2003، وهو يلعب معهم حتى الآن، وفي عام 2005 أعير إلى نادي واتفورد، ولعب معهم 13 مباراة وسجل هدف واحد، وفي عام 2005 أعير إلى نادي شيفيلد وينزداي، ولعب معهم 25 مباراة وسجل 3 أهداف، وفي عام 2006 أعير إلى نادي واتفورد، ولعب معهم 17 مباراة وسجل 3 أهداف، وفي عام 2006 أعير إلى نادي نيميغن الهولندي، ولعب معهم 15 مباراة وسجل هدف واحد.

## روابط خارجية
- كريس إيغلز على موقع قاعدة بيانات كرة القدم.إي يو (الإنجليزية)
- كريس إيغلز على موقع Soccerbase.com (لاعب) (الإنجليزية)
- كريس إيغلز على موقع Soccerway.com (الإنجليزية)
- كريس إيغلز على موقع عالم كرة القدم.نت (الإنجليزية)
- كريس إيغلز على موقع كووورة